# Lockdown 2020 (worstelen)
Lockdown (2020) was een geplande professioneel worstel- en Impact Plus-evenement dat georganiseerd werd door Impact Wrestling, in samenwerking met Border City Wrestling (BCW). Het zou de 13e editie van Lockdown zijn en plaatsvinden op 28 maart 2020 in het St. Clair College in Windsor, Ontario, Canada. Het evenement werd geannuleerd wegens het coronapandemie.

## Productie

### Achtergrond
Lockdown was voorheen een pay-per-view (PPV) evenement van 2005 tot 2014, toen nog bekend als Total Nonstop Action Wrestling (TNA). In 2013 heeft de organisatie zijn maandelijkse pay-per-view evenementen omgegooid ten gunste van de nieuwe vooraf opgenomen One Night Only evenementen. Lockdown werd na 2014 geen pay-per-view meer. Daarna was het een speciale aflevering van Impact Wrestling in 2015 en 2016. Op 15 januari 2020, kondigde Impact Wrestling aan op Twitter dat Lockdown terug komt als een Impact Plus evenement in samenwerking met Border City Wrestling.
In maart 2020, kondigde Impact aan dat Lockdown is geannuleerd wegens de coronapandemie.

## Geplande matches
| Nr. | Match | Winnaar(s) | Opmerkingen           | Bron |
| --- | --- | ---------- | --------------------- | ---- |
| 1   | Team Edwards (Eddie Edwards, Tommy Dreamer, Daga & Tessa Blanchard) vs. Team Elgin (Michael Elgin, Ethan Page, Josh Alexander & Taya Valkyrie) | N.V.T.     | Lethal Lockdown match |      |
| 2   | Team Grace (Jordynne Grace, Alisha Edwards, N.TB, N.T.B) vs. Team Rayne (Madison Rayne, N.T.B, NT.B. & N.T.B.)                                 | N.V.T.     | Lethal Lockdown match |      |